# Lietuvos krepšinio lyga
Die Lietuvos krepšinio lyga (deutsch Litauische Basketball Liga, kurz LKL) ist seit 1993 die höchste Spielklasse im litauischen Basketball. Gegenwärtig trägt die Liga den Sponsorennamen Betsafe LKL. Der Meister wird in den LKL Finals ausgespielt. Bestimmt wird die Liga durch die beiden Clubs Žalgiris Kaunas und BC Rytas aus der Hauptstadt Vilnius, die 24 bzw. sechs Meistertitel erringen konnten. Seit 2011 holte Žalgiris elf Titeln in Folge, ehe 2022 Rytas wieder gewann.

## Mannschaften der Saison 2022/23
- Žalgiris Kaunas (Kaunas)
- BC Rytas (Vilnius)
- BC Wolves (Vilnius)
- Lietkabelis Panevėžys (Panevėžys)
- Uniclub Casino – Juventus (Utena)
- Cbet Jonava (Jonava)
- Neptūnas Klaipėda (Klaipėda)
- Nevėžis-Optibet (Kėdainiai)
- Šiauliai–7bet (Šiauliai)

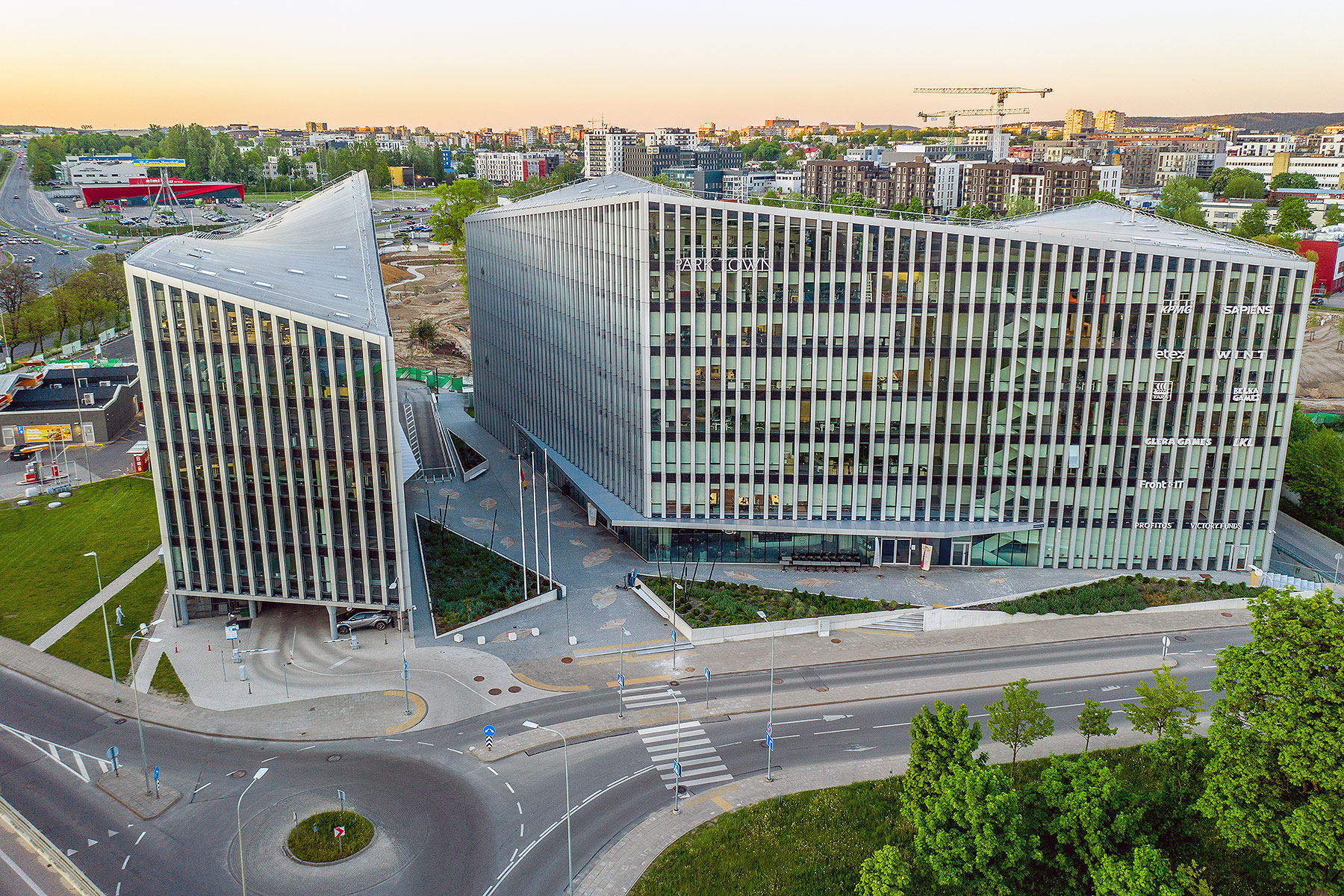
Zentrale der LKL in Vilnius

- Pieno žvaigždės Pasvalys (Pasvalys)
- Labas Gas (Prienai / Birštonas)
- BC Gargždai-SC (Gargždai)

## Liste der Endspielserien der LKL Finals
| Saison  | Meister         | Finalist              | Endstand |
| 1993/94 | Žalgiris Kaunas | KK Atletas            | 3:1      |
| 1994/95 | Žalgiris Kaunas | KK Atletas            | 3:0      |
| 1995/96 | Žalgiris Kaunas | KK Atletas            | 3:2      |
| 1996/97 | Žalgiris Kaunas | Žemaitijos Olimpas    | 3:0      |
| 1997/98 | Žalgiris Kaunas | KK Atletas            | 3:1      |
| 1998/99 | Žalgiris Kaunas | Lietuvos Rytas        | 3:0      |
| 1999/00 | BC Rytas        | Žalgiris Kaunas       | 3:1      |
| 2000/01 | Žalgiris Kaunas | Lietuvos Rytas        | 3:2      |
| 2001/02 | Lietuvos Rytas  | Žalgiris Kaunas       | 4:3      |
| 2002/03 | Žalgiris Kaunas | Lietuvos Rytas        | 4:2      |
| 2003/04 | Žalgiris Kaunas | Lietuvos Rytas        | 4:0      |
| 2004/05 | Žalgiris Kaunas | Lietuvos Rytas        | 4:0      |
| 2005/06 | Lietuvos Rytas  | Žalgiris Kaunas       | 4:0      |
| 2006/07 | Žalgiris Kaunas | Lietuvos Rytas        | 4:2      |
| 2007/08 | Žalgiris Kaunas | Lietuvos Rytas        | 4:1      |
| 2008/09 | Lietuvos Rytas  | Žalgiris Kaunas       | 4:1      |
| 2009/10 | Lietuvos Rytas  | Žalgiris Kaunas       | 4:3      |
| 2010/11 | Žalgiris Kaunas | Lietuvos Rytas        | 4:1      |
| 2011/12 | Žalgiris Kaunas | Lietuvos Rytas        | 3:0      |
| 2012/13 | Žalgiris Kaunas | Lietuvos Rytas        | 4:0      |
| 2013/14 | Žalgiris Kaunas | Neptūnas Klaipėda     | 4:2      |
| 2014/15 | Žalgiris Kaunas | Lietuvos Rytas        | 4:0      |
| 2015/16 | Žalgiris Kaunas | Neptūnas Klaipėda     | 4:1      |
| 2016/17 | Žalgiris Kaunas | Lietkabelis Panevėžys | 4:1      |
| 2017/18 | Žalgiris Kaunas | Lietuvos Rytas        | 4:1      |
| 2018/19 | Žalgiris Kaunas | BC Rytas              | 3:0      |
| 2019/20 | Žalgiris Kaunas | BC Rytas              | [ 1 ]    |
| 2020/21 | Žalgiris Kaunas | BC Rytas              | 3:0      |
| 2021/22 | BC Rytas        | Lietkabelis Panevėžys | 4:1      |
| 2022/23 | Žalgiris Kaunas | BC Rytas              | 3:2      |
| 2023/24 | BC Rytas        | Žalgiris Kaunas       | 3:1      |
| 2024/25 | Žalgiris Kaunas | BC Rytas              | 3:2      |

## Liste der Meister
| Rang | Verein          | Titel |
| ---- | --------------- | ----- |
| 1    | Žalgiris Kaunas | 25    |
| 2    | BC Rytas        | 7     |